# Paul Zepp
Paul Zepp SVD (* 10. April 1917 in Salzstetten; † 24. November 2002 in Bonn) war ein deutscher Kirchenrechtler.

## Leben
Er empfing am 5. Mai 1946 die Diakonenweihe und am 15. Juni 1946 die Priesterweihe durch Josef Kardinal Frings. In Rom wurde er 1952 zum Dr. iur. can. promoviert. Es folgten Jahre der Lehrtätigkeit am Priesterseminar St. Gabriel in Mödling bei Wien. Ab 1960 lehrte er in Sankt Augustin als Professor des Kirchenrechts. 1971 wurde er Vizeprovinzial, von 1977 bis 1983 war er Provinzial, von 1983 bis zu seiner Emeritierung 1986 Rektor der Philosophisch-theologischen Hochschule, Sankt Augustin. Von 1987 bis 1994 war er Offizial des Erzbistums Köln.

## Auszeichnungen
- 1993: Maternusplakette
- 1994: Ernennung zum Ehrendomherrn des Kölner Doms

## Schriften (Auswahl)
- 900 Jahre Salzstetten 1085–1985. Festvortrag und Fotoalbum. Salzstetten 1985, OCLC 74829758.
- Hg.: Erstverkündigung heute. Nettetal 1985, ISBN 3-87787-188-7.